# سیانات استر

سیانات استر

سیانات استر یک ماده شیمیایی است که در آن اتم هیدروژن گروه فنولیک OH با گروه سیانور جایگزین شده‌است. محصول بدست آمده با یک گروه OCN-، سیانات استر نام دارد. اگر پایهٔ سیانات استرها، بیسفنول یا مشتقات نوولاک باشد در تولید صمغ (رزین) کاربرد دارند.

## کاربرد در تولید صمغ
سیانات استرها را می‌توان با کمک گرما، فراوری کرد؛ در دمای بالا یا پایین در حضور یک فروکافت مناسب این کار صورت می‌گیرد. پرکاربردترین فروکافت‌ها عبارتند از فلزهای واسطه مانند کبالت، مس، منگنز و روی. نتیجهٔ بدست آمده یک مادهٔ ترموست با دمای انتقال شیشه بسیار بالا (حدود ۴۰۰ درجهٔ سانتیگراد) و گذردهی نسبی بسیار پایین است که در نتیجهٔ این ویژگی‌ها، این ماده در دماهای بسیار بالا، آتش، دود و مواد سمی، طول عمر بالا و پایداری خواهد داشت همچنین برای برد مدار چاپی در ابزارهای الکترونیکی حساس مناسب خواهد بود. 
این ماده جذب رطوبت بسیار کمی دارد؛ جذب رطوبت پایین و ایستادگی در برابر دماهای بسیار بالا نسبت به دیگر اپکسی‌ها باعث می‌شود تا سیانات استرها در کاربردهای فضایی نیز استفاده شوند. کربن/سیانات استر از جمله موادی است که در هواپیمای XCOR Lynx از آن استفاده می‌شود.